# 702-га піхотна дивізія (Третій Рейх)
702-га піхотна дивізія (Третій Рейх) (нім. 702. Infanterie-Division) — піхотна дивізія Вермахту, що входила до складу німецьких сухопутних військ у роки Другої світової війни.

## Історія
702-га піхотна дивізія сформована 16 квітня 1941 року із запасних частин під час 15-ї хвилі мобілізації Вермахту. Після формування дивізія була передислокована до північної Норвегії й виконувала окупаційні функції в районах Кіркенес, Скоганварре, Гаммерфест, Тана, Алта, Талвік, Лаксельв. У квітні 1942 року переведена в центральну частину країни для берегової охорони узбережжя та діяла біля Тронгейма, Оркдала, Намсуса, Левангера, Гронга, Аустратта та Брекстада.
У квітні 1945 року дивізія розпочала процес переформування на польову дивізію. Переформування не було завершене, у травні 1945 року, після капітуляції нацистської Німеччини, дивізія здалася союзникам.

## Райони бойових дій
- Норвегія (травень 1941 — 11 травня 1945).

## Командування

### Командири
- генерал-лейтенант Герберт Лемке (нім. Herbert Lemke) (17 квітня — 4 вересня 1941);
- генерал-лейтенант Курт Шмідт (нім. Kurt Schmidt) (4 вересня 1941 — 1 вересня 1943);
- генерал-лейтенант Карл Едельманн (нім. Karl Edelmann) (1 вересня 1943 — 15 січня 1945);
- генерал-лейтенант, доктор права Ернст Клепп (нім. Ernst Klepp) (15 січня — 11 травня 1945).

### Підпорядкованість
| Час     | Корпус                    | Армія            | Група армій (округ) | Штаб     |
| ------- | ------------------------- | ---------------- | ------------------- | -------- |
| 1941    |                           |                  |                     |          |
| травень | гк «Норвегія»             | Армія «Норвегія» | —                   | Кіркенес |
| серпень | Група «Північна Норвегія» | Армія «Норвегія» | —                   | Кіркенес |
| 1942    |                           |                  |                     |          |
| січень  | Група «Північна Норвегія» | Армія «Норвегія» | —                   | Кіркенес |
| квітень | XXXIII КОП                | Армія «Норвегія» | —                   | Тронгейм |
| 1943    |                           |                  |                     |          |
| січень  | XXXIII ак                 | Армія «Норвегія» | —                   | Тронгейм |
| 1944    |                           |                  |                     |          |
| січень  | XXXIII ак                 | Армія «Норвегія» | —                   | Тронгейм |
| 1945    |                           |                  |                     |          |
| січень  | XXXIII ак                 | 20 гірська армія | —                   | Тронгейм |

### Склад
| 1941                            | 1943                            | 1945                         |
| ------------------------------- | ------------------------------- | ---------------------------- |
| 722-й піхотний полк             | 722-й гренадерський полк        | 722-й гренадерський полк     |
| 742-й піхотний полк             | 742-й гренадерський полк        | 742-й гренадерський полк     |
| 662-й артилерійський дивізіон   | I./662-го артилерійського полку | 702-й артилерійський полк    |
| —                               | —                               | 702-й фузилерний батальйон   |
| —                               | 654-й фортечний батальйон       | —                            |
| —                               | —                               | 702-й протитанковий дивізіон |
| 702-га інженерна рота           | 702-й інженерний батальйон      | 702-й інженерний батальйон   |
| —                               | —                               | 702-й запасний батальйон     |
| 702-га дивізійна рота зв'язку   | 702-га дивізійна рота зв'язку   | 702-й батальйон зв'язку      |
| Допоміжні частини 702-ї дивізії |                                 |                              |